# Tony Vincent
Tony Vincent, właśc. Anthony Peter Strascina (ur. 25 lipca 1973 w Albuquerque) – amerykański piosenkarz i aktor.

## Początki kariery
Jako student uniwersytetu w Belmont w Nashville nagrał swój pierwszy singel. Piosenka „Love Falling Down” (emitowana jedynie w lokalnej stacji radiowej w Albuquerque) wygrała niebawem w plebiscycie rozgłośni. Przyjaciele Vincenta pomogli mu wówczas nagrać singel na skalę całego kraju. Udało się to, dzięki narodowej liście przebojów chrześcijańskich w lipcu 1993.
Podpisał kontrakt z Star Songs Records i w dalszym ciągu komponował i wykonywał muzykę chrześcijańską.  Tytułowy utwór Tony’ego z albumu „One Deed” został użyty w 1997 roku, w kampanii United Way of America.

## Musicale

### Rent
W 1997 udał się do Nowego Jorku, gdzie wystąpił w amerykańskiej trasie musicalu Rent. Niedługo potem dostał się też do stałej, broadwayowskiej obsady w rolach Marka i Rogera.

### Jesus Christ Superstar
W roku 2000 Tony casting do roli Szymona Zeloty w filmowym remake'u Jesus Christ Superstar w Londynie, który kręcono w studiu Pinewood. Tę nową produkcję – cieszącą się dużą popularnością za sprawą reżyserskiej kanwy Gail Edwards – po ówczesnych sukcesach na West Endzie oraz trasach po Wielkiej Brytanii i Europie, postanowiono przenieść wkrótce na deski Broadwayu. Zmodernizowane przedstawienie, wiernie odzwierciedlające wizję zawartą w filmie, wystawiono w Fords Center for the Performing Arts (obecnie znane jako Foxwoods Theatre). Z powodu opuszczenia obsady przez odtwórcę roli Judasza Iskarioty, Jasona Pebwortha, w przeciągu trzech tygodni od wielkiej premiery przesunięto Tony’ego Vincenta z roli Szymona Zeloty na jego miejsce. Wówczas dublerami tej postaci byli: Manoel Felciano (zwykle Apostoł) oraz Anthony Manough (zwykle Apostoł/dubler Jezusa). Gdy pewien czas przed premierą Tony był jeszcze obsadzony jako Szymon Zelota, miał zostać jednym z dublerów Glenna Cartera, odtwórcy tytułowej roli. Premiera Jesus Christ Superstar odbyła się 16 kwietnia. Inscenizacja zyskała mieszane recenzje, a ostatnie przedstawienie odbyło się kilka miesięcy później – 3 września 2000 roku. Łącznie odegrano 161 przedstawień i 28 pokazów przedpremierowych. Pokazy owe fragmentarycznie prezentowane były w programie Broadway Beat. Tony Vincent gościnnie uczestniczył także w telewizyjnym programie Rosie O’Donnell, gdzie śpiewał partie ze sztuki wraz z obsadą musicalu. Wykonał wówczas piosenki: Heaven On Their Minds, What's The Buzz? i Everything's Alright (z Glennem Carterem i Mayą Days). Został także nominowany do nagrody Tony na gali Tony Awards za kreowaną postać Judasza.
Sam kompozytor Andrew Lloyd Webber był pod wrażeniem umiejętności Vincenta i w 2001 roku zaproponował mu wystąpienie na Gali Musicalowej w Chinach (Pekin) w ramach wymiany kulturowej. Na występie Tony wykonał solo utwory: "Superstar" (Jesus Christ Superstar) oraz "And The Money Kept Rolling In And Out" (Evita).

### We Will Rock You: Londyn
Po powrocie do Nowego Jorku, Tony mógł zająć się swoją karierą solową, jednakże z powodu braku pomysłów na nowe utwory i braku natchnienia, postanowił wystąpić ponownie stając na deskach teatrów i śpiewając na koncertach. Gdy przeprowadził się do Londynu, dostał główną rolę w musicalu Bena Eltona – We Will Rock You, którego premiera odbyła się 14 maja 2002 roku w Dominion Theatre. Tony grał tam Galileo Figaro, u boku Hannah Jane Fox. Wraz z zespołem Queen, śpiewał partie wokalne Freddiego Mercury'ego na Party at the Palace, podczas jubileuszu rządów królowej Elżbiety (wykonał wtedy w całości "Bohemian Rhapsody"). W tym samym roku promował wraz ze składem WWRY utwory z tego musicalu na imprezie zwanej Party in the Park. W 2003 roku Tony został nominowany na gali Theatregoers’ Choice Awards za rolę Galileo w kategorii najlepszego aktora musicalowego.
Zmęczony występami w We Will Rock You, Tony Vincent udał się na urlop, podczas którego przeszedł operacje strun głosowych. Powróciwszy do Nowego Jorku, uczęszczał na terapię rehabilitacyjną głosu, by nauczyć się mówić, bez nadwyrężania gardła. Uważa również, że stał się ponownie zdolny do śpiewania dzięki Bogu, modlitwom rodziny, przyjaciołom i fanom.

### We Will Rock You: Las Vegas
Gdy w 2004 roku w Las Vegas zaczęto wystawiać WWRY, Vincent znów otrzymał główną rolę. Tym razem przyszło mu grać u boku Aspen Miller. Mimo że nowa wersja była krótsza od londyńskiej, Tony z obawy o swój głos wielokrotnie był zastępowany przez dublerów.
Spektakl zdjęto z afisza 24 lipca 2005 r. wrócił wówczas do Nowego Jorku, by nagrać wstępnie kilka nowych utworów. W październiku Vincent udał się do Hongkongu na musicalową galę zwaną Musical Moments i promował na niej kawałki: "Heaven On Their Minds", "Superstar" (Jesus Christ Superstar), "All I Ask Of You" (Phantom Of The Opera), oraz "We Will Rock You" i  "We Are The Champions" (We Will Rock You). W grudniu tego roku Tony wystąpił z Matthew Shepardem na SAS Live w Wielkiej Brytanii.

### American Idiot
4 września 2009 roku odbyła się premiera musicalu American Idiot według scenariusza napisanego na podstawie dwóch płyt zespołu Green Day. Reżyserem został Michael Mayer, który sprawował pieczę nad broadwayowską wersją Spring Awakening i otrzymał za nią nagrodę Tony Award. Tony Vincent otrzymał w musicalu rolę St. Jimmy’ego.
American Idiot debiutował na Broadwayu w St. James Theatre. Uroczysta premiera miała miejsce 20 kwietnia 2010 roku, natomiast pierwsze występy przedpremierowe trwały już od 24 marca. W mniej więcej tym samym okresie ukończono pracę nad albumem "American Idiot" ze świeżą obsadą, do której dostała się między innymi żona Tony’ego – Aspen. Producentami musicalu zostali Tom Hulce oraz Ira Pittelman. W roli głównej obsadzono Johna Gallaghera Jr. podobnie, jak to miało miejsce w pierwszym sezonie podczas gry w Berkeley w Kalifornii. Postać St. Jimmy’ego ponownie odgrywana jest przez Tony’ego Vincenta. 16 lipca 2010 roku obsada musicalu wystąpiła w plenerowej promocji przedstawienia w Central Parku dla "Good Morning America" w ramach Serii Koncertów Letnich i wykonała kompilację utworów: Letterbomb, Time Of Your Life, Boulevard Of Broken Dreams, Holiday, Last Night On Earth oraz piosenkę tytułową. W dniach od 28 września do 3 października lider zespołu Green Day – Billie Joe Armstrong – zastąpił Vincenta w kreowanej przez niego roli. Ostatni występ Tony’ego w broadwayowskiej produkcji odbył się 30 grudnia 2010 roku.

## Dalsza kariera
U schyłku roku 2007, pracował nad swoim nowym albumem z producentem Adamem Andersem i autorem tekstów piosenek Nate Campany. Kawałki, które razem stworzyli znalazły się na najnowszym krążku Tony’ego "A Better Way-EP".
W roku 2008 wziął ślub z poznaną w czasie grania w We Will Rock You Aspen Miller, która odgrywała w wersji Las Vegas główną rolę kobiecą – Scaramouche. Tego samego roku oboje dostali szansę wystąpienia w północnoamerykańskiej trasie musicalu "Dirty Dancing". Premiera show z Tonym i Aspen odbyła się 28 września w teatrze Cadillac Palace Theatre w Chicago. Oboje należeli do obsady, Tony’ego został dublerem postaci Neila i Billy’ego.
15 maja 2009 roku w Estonii odbyła się premiera spektaklu zatytułowanego "Queen: The Doors Of Time" ("Queen: Drzwi czasu"), na który Tony został zaproszony jako główny solista. Odbyło się 15 przedstawień, od 15 do 30 maja- wszystkie odegrane zostały w teatrze Vanemuine, w Tartu. Reżyserami show zostali Mare Tommingas oraz Tarmo Leinatamm.
Tego samego roku zagrał rolę Dandy'ego w filmie "Freud's Magic Powder" w reżyserii Edouarda Getaza. Wykonywana przez Tony’ego piosenka z napisów końcowych pojawić się ma również na albumowej ścieżce dźwiękowej filmu.
W grudniu 2009 roku ponownie stał się gościem SAS Band w Wielkiej Brytanii.
25 listopada 2011 roku został zaproszony do Londynu na specjalny koncert zorganizowany przez SAS Band z okazji 20. rocznicy śmierci lidera zespołu Queen, gdzie wykonał utwory: "Now I'm Here", "Hammer To Fall", "I Want It All", "Under Pressure" (duet z Kerry Ellis); oraz grupowe "We Will Rock You", "We Are The Champions", "You're The Voice" i "With a Little Help From My Friends".

## The Voice of America
Wiosną 2012 roku brał udział w drugiej edycji programu muzycznego The Voice of America, będącego adaptacją holenderskiego formatu The Voice of Holland. W odcinku castingowym wykonał utwór We Are The Champions formacji Queen, kwalifikując tym samym do drużyny Cee Lo Greena. W pierwszym wokalnym starciu z Justinem Hopkinsem wykonał z nim w duecie piosenkę Faithfully, grupy Journey. Pierwszy utwór wykonany przez Tony’ego w serii odcinków na żywo, Everybody Wants to Rule the World autorstwa Tears for Fears, zebrał różnorodne opinie wśród jury, w konsekwencji czego Vincent stanął do dogrywki. Piosenka "Sweet Dreams (Are Made of This)" nie przyniosła mu dostatecznej ilości głosów, czego rezultatem było odpadnięcie z programu.

## Albumy
Tytuły czterech albumów Tony’ego brzmią następująco: Love Falling Down (1993), Tony Vincent (1995), One Deed (1997), i A Better Way (2007).

### Love Falling Down

#### Utwory
Love Falling Down

All That I Feel

I Still Believe

Living A Lie

Love Falling Down (Preacher Mix)

### Tony Vincent

#### Utwory
Must Be The Season

Out Of My Hands

Holiday

Whole New Spin

Far Cry

High

Simple Things

Be A Man

Shake The Money Tree

Beyond All Words

### One Deed

#### Utwory
Reach Out

One Deed

Do You Really

Fighting Over Love Songs

Polly's Eyes

Hey World

Live By The Lord

Can't Have One Without The Other

Open Your Window

Closer To Your Dreams

### A Better Way – EP

#### Utwory
Anything But Me

Winter

Tonite

Everything We Can Be

A Better Way

## Role w musicalach
- Rent – Chórek (1998)
- Rent – Roger, Mark (1999)
- Jesus Christ Superstar – Szymon Zelota, Judasz Iskariota (2000)
- We Will Rock You (Londyn) – Galileo Figaro (2002-2003)
- We Will Rock You (Las Vegas) – Galileo Figaro (2004-2005)
- Dirty Dancing – Chórek, dubler Neila i Billy’ego (2008-2009)
- American Idiot (Berkeley) – St. Jimmy (2009)
- American Idiot (Broadway) – St. Jimmy (2010)